# Backspacer
«Backspacer» — девятый студийный альбом американской рок-группы Pearl Jam, вышедший в 2009 году на лейбле Monkeywrench.
Музыканты начали готовить материал по отдельности в конце 2007 года, а уже в 2008 году группа собралась вместе для начала записи нового альбома вместе с продюсером Бренданом О’Брайаном, ранее принимавшем участие в работе над Ten, Vs., Vitalogy, No Code и Yield. Альбом записывался на Henson Recording Studios в Лос-Анджелесе, и на Southern Tracks Recording в Атланте. После издания Backspacer в сентябре 2009 года, музыканты отправились в мировое турне, а также выпустили два сингла в поддержку альбома: «The Fixer» и «Got Some/Just Breathe».
Альбом стал самым коротким по продолжительности релизом группы. Звучание Backspacer было вдохновлено группами новой волны, элементы стилей которых Pearl Jam смешивали с поп-музыкой. В отличие от политически ангажированных Riot Act и Pearl Jam лирика песен выдержана в оптимистическом ключе.
Backspacer получил положительные отзывы от критиков, особенно отметивших звучание и композиционный строй песен. Альбом возглавил Billboard 200, а также лидировал в чартах Канады, Австралии и Новой Зеландии.

## Запись
В 2007 году, после окончания концертного тура, участники Pearl Jam начали работать над первыми демоверсиями песен, пересылая материалы друг другу по электронной почте. Гитарист Майк Маккриди провел несколько совместных сессий вместе с ударником Мэттом Кэмероном и гитаристом Стоуном Госсардом.
Музыканты также поучаствовали в записи песни «Love, Reign o’er Me» группы The Who для саундтрека к фильму Опустевший город. Для продюсирования кавера при этом был привлечен Брендан О’Брайан. 

## Отзывы
| Совокупная оценка    | Совокупная оценка |
| Источник             | Оценка            |
| -------------------- | ----------------- |
| Metacritic           | 79/100            |
| Оценки критиков      |                   |
| Источник             | Оценка            |
| Allmusic             | [ 6 ]             |
| Entertainment Weekly | B                 |
| The Guardian         | [ 8 ]             |
| The Harvard Crimson  | [ 9 ]             |
| Los Angeles Times    | [ 10 ]            |
| The New York Times   | смешанная         |
| Pitchfork Media      | 4.6/10            |
| Q                    | [ 12 ]            |
| Rolling Stone        | [ 13 ]            |
| Spin                 | 8/10              |
| Time                 | благоприятная     |

Backspacer получил, в основном, положительные отзывы от музыкальных критиков. Рейтинг альбома на Metacritic составляет 79/100 на основе 24 рецензий, что является лучшим результатом группы.
Обозреватель Allmusic, Стефан Томас Эрлвин, положительно отозвался об альбоме отметив что он «звучит так, как будто им [музыкантам] нравится быть в группе; это опьяняющий шум». Энн Пауэрс из The Los Angeles Times охарактеризовал Backspacer как «11 головокружительных рок-композиций и откровенных эмоциональных баллад, после полтора часа которых открывается катарсис». Кроме того, он похвалил «легкость и ловкость музыки», а также «то жесткий, то задорный вокал Веддер». Роб Шеффилд из Rolling Stone назвал Backspacer набором "коротких, сжатых панк-мелодий, " и так же высоко оценил пение Эдди Веддера. Он писал: «После задумчивого настроения времен Буша, Pearl Jam в конце концов прорвало». Дэйв Симпсон в своем обзоре для The Guardian отметил «возбужденное» звучание релиза. По его мнению это «сделанная взрослыми мужчинами и полная рефлексии и эклектики запись, на которой можно найти и гитарные мотивы U2, и соло-партии Buzzcocks». Эван Соуди из PopMatters писал в своей рецензии: «Pearl Jam наконец-то вспомнили, кто они такие, и потому теперь звучат сильнее, чем когда-либо».
Обозреватель журнала Q, Пол Бранниган, похваливший релиз, писал, что альбом «в значительной степени характеризуется влиянием новой волны рок-н-ролл». По мнению же рецензента Time, Джоша Тирангела Backspacer не несет в себе ничего нового и «берет исключительно своим драйвом». Лэй Гринблатт из Entertainment Weekly так же отмечал обилие традиционных рок-влияний на Backspacer. The New York Times отметился смешанной рецензией, назвав альбом «лицемерным». Джошуа Лав из Pitchfork Media, сказал, что альбом представляет собой «потраченные впустую 37 минут небрежного отношения Pearl Jam к материалу».

### Награды
Backspacer был номинирован на премию Грэмми в категории «Лучший рок-альбом», но проиграл альбому The Resistance группы Muse. Релиз попал в различные списки лучших альбомов 2009 года: Allmusic включил Backspacer в список «Любимых альбомов 2009 года», Billboard разместил его в топ-10 альбомов года, в то время как Rolling Stone удостоил альбом 11 позиции в аналогичном списке. Popmatters и Q поставили релиз на 31 и 35 место соответственно.

### Продажи
Альбом дебютировал на первом месте Billboard 200 с 189,000 проданных копий в первую неделю релиза. Таким образом, в том году Backspacer стал единственным независимым релизом в Billboard 200. Он также стал первым альбомом группы, со времен No Code, который в первую неделю занял первое место в этом чарте. Backspacer продержался 32 недели в чарте, и был удостоен золотой сертификации RIAA в январе 2010 года. К июлю 2013 года было продано 635,000 копий, согласно Soundscan. Также альбом возглавил чарты Канады, Австралии, и Новой Зеландии.

## Список композиций
Слова и музыка всех песен — (если не указано иначе) — Эдди Веддер.
| №                   | Название              | Музыка                                     | Длительность |
| ------------------- | --------------------- | ------------------------------------------ | ------------ |
| 1.                  | «Gonna See My Friend» |                                            | 2:47         |
| 2.                  | «Got Some»            | Джефф Амент                                | 3:01         |
| 3.                  | «The Fixer»           | Мэтт Кэмерон, Майк Маккриди, Стоун Госсард | 2:57         |
| 4.                  | «Johnny Guitar»       | Кэмерон, Госсард                           | 2:49         |
| 5.                  | «Just Breathe»        |                                            | 3:34         |
| 6.                  | «Amongst the Waves»   | Госсард                                    | 3:57         |
| 7.                  | «Unthought Known»     |                                            | 4:08         |
| 8.                  | «Supersonic»          | Госсард                                    | 2:38         |
| 9.                  | «Speed of Sound»      |                                            | 3:34         |
| 10.                 | «Force of Nature»     | Маккриди                                   | 4:03         |
| 11.                 | «The End»             |                                            | 2:55         |
| Общая длительность: | Общая длительность:   | Общая длительность:                        | 36:38        |

Бонусные треки для канадской версии iTunes
| №   | Название            | Длительность |
| --- | ------------------- | ------------ |
| 12. | «Better Man» (live) | 4:56         |

Бонусные треки для версии Amazon.co.uk
| №   | Название             | Музыка                                          | Длительность |
| --- | -------------------- | ----------------------------------------------- | ------------ |
| 12. | «Immortality» (live) | Дэйв Эйбрюзес, Амент, Госсард, Маккриди, Веддер | 6:07         |

## Участники записи
| Pearl Jam - Джефф Амент — бас-гитара - Мэтт Кэмерон — ударные - Стоун Госсард — гитара - Майк Маккриди — гитара - Эдди Веддер — гитара, вокал Приглашенные музыканты - Брюс Андрус — труба - Джастин Бёрнс — виолончель - Ричард Динe — труба - Дэнни Лофер — виолончель - Кэтти Линн — виолончель - Брендан О’Брайан — бэк-вокал, пианино - Кристофер Пулграм — виолончель - Сюзан Уэлти — труба | Производство - Брендан О’Брайан — продюсер, микширование - Билли Боуэрс, Джон Бёртон, Том Тэпли — звукоинженеры - Ник Дидиа — запись - Экди Фишер — дизайн - Эдди Хорст — струнные и духовые аранжировки - Патти Хорст — переписчик - Нил Хандт — техник - Боб Людвиг — мастеринг - Стив Моррисон, Том Сировски — ассистент - Джек О’Брайан, Мэла Шарма — координатор записи - Том Томмороу — оформление, дизайн - Джордж Уэбб — техник |

## Позиции в чартах и сертификации
| Чарт (2009)                         | Позиция |
| ----------------------------------- | ------- |
| Австралия (ARIA)                    | 1       |
| Австрия (Ö3 Austria)                | 3       |
| Бельгия/Фландрия (Ultratop)         | 6       |
| Бельгия/Валлония (Ultratop)         | 9       |
| Канада (Canadian Albums Chart)      | 1       |
| Croatia (IFPI)                      | 36      |
| Дания (Hitlisten)                   | 5       |
| Нидерланды (Album Top 100)          | 3       |
| Финляндия (Suomen virallinen lista) | 11      |
| Франция (SNEP)                      | 20      |
| Германия (Media Control)            | 3       |
| Венгрия (MAHASZ)                    | 33      |
| Ирландия (IRMA)                     | 2       |
| Италия (Classifica album)           | 4       |
| Japanese Albums (Oricon)            | 34      |
| Мексика (Top 100 Mexico)            | 8       |
| Новая Зеландия (RMNZ)               | 1       |
| Норвегия (VG-lista)                 | 4       |
| Португалия (AFP)                    | 1       |
| Испания (PROMUSICAE)                | 4       |
| Швеция (Sverigetopplistan)          | 13      |
| Швейцария (Schweizer Hitparade)     | 5       |
| Великобритания (UK Albums Chart)    | 9       |
| США (Billboard 200)                 | 1       |

| Регион | Сертификация | Продажи  |
| --- | ------------ | -------- |
| Австралия (ARIA) | Платиновый   | 70 000^  |
| Канада (Music Canada) | Платиновый   | 80 000^  |
| Италия (FIMI) | Платиновый   | 70 000*  |
| Новая Зеландия (RMNZ) | Золотой      | 7500^    |
| Португалия (AFP) | Золотой      | 10 000^  |
| Великобритания (BPI) | Серебряный   | 60 000^  |
| США (RIAA) | Золотой      | 500 000^ |
| * Данные о продажах приведены только на основе сертификации. ^ Данные о тиражах приведены только на основе сертификации. |              |          |

### Годовые чарты
| Год  | Чарт          | Позиция |
| ---- | ------------- | ------- |
| 2009 | ARIA          | 42      |
| 2009 | Billboard 200 | 90      |
| 2010 | Billboard 200 | 172     |

### Синглы
| Год  | Сингл                     | Позиция | Позиция | Позиция  | Позиция | Позиция | Позиция | Позиция | Позиция | Позиция | Позиция |
| Год  | Сингл                     | US      | US Alt. | US Main. | US Rock | AUS     | CAN     | GER     | JPN     | NZ      | UK      |
| ---- | ------------------------- | ------- | ------- | -------- | ------- | ------- | ------- | ------- | ------- | ------- | ------- |
| 2009 | «The Fixer»               | 56      | 3       | 10       | 2       | 22      | 14      | 97      | 78      | 11      | 93      |
| 2009 | «Got Some»/«Just Breathe» | 78      | 6       | 36       | 5       | -       | 30      | -       | -       | -       | -       |
| 2010 | «Amongst the Waves»       | -       | 17      | -        | 27      | -       | -       | -       | -       | -       | -       |